# Paolo Riva
Paolo Riva es un deportista italiano que compitió en triatlón. Ganó tres medallas en el Campeonato Mundial de Triatlón de Invierno entre los años 1997 y 1999, y cuatro medallas en el Campeonato Europeo de Triatlón de Invierno entre los años 1998 y 2001.

## Palmarés internacional
| Campeonato Mundial | Campeonato Mundial      | Campeonato Mundial | Campeonato Mundial |
| Año                | Lugar                   | Medalla            | Prueba             |
| ------------------ | ----------------------- | ------------------ | ------------------ |
| 1997               | Malles Venosta (Italia) | Medalla de oro     | Individual         |
| 1998               | Les Menuires (Francia)  | Medalla de oro     | Individual         |
| 1999               | Bardonecchia (Italia)   | Medalla de plata   | Individual         |
| Campeonato Europeo |                         |                    |                    |
| Año                | Lugar                   | Medalla            | Prueba             |
| 1998               | Malles Venosta (Italia) | Medalla de oro     | Individual         |
| 1999               | Malles Venosta (Italia) | Medalla de oro     | Individual         |
| 2000               | Donovaly (Eslovaquia)   | Medalla de oro     | Individual         |
| 2001               | Lago Achen (Austria)    | Medalla de oro     | Individual         |